# Goryphus basimacula
Goryphus basimacula är en stekelart som först beskrevs av Cameron 1905.  Goryphus basimacula ingår i släktet Goryphus och familjen brokparasitsteklar. Inga underarter finns listade i Catalogue of Life.